# Filippo Cavazzuti
Filippo Cavazzuti (Modena, 27 aprile 1942 – Bologna, 11 luglio 2021) è stato un economista e politico italiano.

## Biografia
Nel 1974, economista all'Università di Bologna, è stato fra i fondatori di Prometeia insieme, fra gli altri, a Beniamino Andreatta, di cui era stato allievo.
È stato senatore dal 1983 al 1996, per quattro legislature, eletto prima nelle liste del Partito Comunista Italiano per Sinistra Indipendente, poi con il Partito Democratico della Sinistra. Dal 1989 al 1992 è stato "ministro" del Governo ombra del Partito Comunista Italiano guidato da Achille Occhetto. È stato sottosegretario al Ministero del Tesoro, Bilancio e Programmazione Economica del Governo Prodi I dal 17 maggio 1996 21 ottobre 1998.
È stato commissario CONSOB, nominato dal Governo D'Alema dal 7 gennaio 1999 ad ottobre 2003. È stato prima vicepresidente (dal 2004) e poi presidente (dal giugno 2005) della Cassa di Risparmio in Bologna.
Ha contribuito alla nascita del PDS, dei DS e dell'Ulivo.
Da gennaio 2010 ha inoltre assunto la carica di presidente della Fondazione FERS - Fondazione per l'Economia e la Responsabilità Sociale, con sede in Bologna.
Ha scritto sul Corriere della Sera e su Il Sole 24 Ore; ha collaborato a Lavoce.info. È stato professore di "Economia e regolazione dei mercati finanziari" presso la Facoltà di Economia dell'Università di Bologna.
Si è spento a 79 anni, l'11 luglio 2021, dopo una lunga malattia.